# Croisilles (Orne)
Croisilles és un municipi francès situat al departament de l'Orne i a la regió de Normandia. L'any 2007 tenia 205 habitants.

## Demografia

### Població
El 2007 la població de fet de Croisilles era de 205 persones. Hi havia 76 famílies de les quals 12 eren unipersonals (12 dones vivint soles i 12 dones vivint soles), 28 parelles sense fills, 32 parelles amb fills i 4 famílies monoparentals amb fills.
La població ha evolucionat segons el següent gràfic:
Habitants censats

### Habitatges
El 2007 hi havia 101 habitatges, 77 eren l'habitatge principal de la família, 11 eren segones residències i 13 estaven desocupats. Tots els 101 habitatges eren cases. Dels 77 habitatges principals, 67 estaven ocupats pels seus propietaris, 7 estaven llogats i ocupats pels llogaters i 3 estaven cedits a títol gratuït; 2 tenien dues cambres, 10 en tenien tres, 22 en tenien quatre i 43 en tenien cinc o més. 60 habitatges disposaven pel capbaix d'una plaça de pàrquing. A 29 habitatges hi havia un automòbil i a 46 n'hi havia dos o més.

### Piràmide de població
La piràmide de població per edats i sexe el 2009 era:
| Homes | Edats   | Dones |
| ----- | ------- | ----- |
| 0     | 95 o +  | 0     |
| 0     | 90 a 94 | 0     |
| 0     | 85 a 89 | 0     |
| 0     | 80 a 84 | 0     |
| 8     | 75 a 79 | 0     |
| 8     | 70 a 74 | 8     |
| 0     | 65 a 69 | 4     |
| 8     | 60 a 64 | 4     |
| 0     | 55 a 59 | 4     |
| 8     | 50 a 54 | 8     |
| 4     | 45 a 49 | 8     |
| 12    | 40 a 44 | 0     |
| 8     | 35 a 39 | 12    |
| 4     | 30 a 34 | 8     |
| 4     | 25 a 29 | 4     |
| 8     | 20 a 24 | 0     |
| 4     | 15 a 19 | 8     |
| 16    | 10 a 14 | 8     |
| 4     | 5 a 9   | 0     |
| 8     | 0 a 4   | 0     |

## Economia
El 2007 la població en edat de treballar era de 126 persones, 98 eren actives i 28 eren inactives. De les 98 persones actives 92 estaven ocupades (50 homes i 42 dones) i 6 estaven aturades (3 homes i 3 dones). De les 28 persones inactives 12 estaven jubilades, 11 estaven estudiant i 5 estaven classificades com a «altres inactius».

### Ingressos
El 2009 a Croisilles hi havia 81 unitats fiscals que integraven 218 persones, la mediana anual d'ingressos fiscals per persona era de 16.110,5 €.

### Activitats econòmiques
Dels 16 establiments que hi havia el 2007, 2 eren d'empreses alimentàries, 1 d'una empresa de fabricació d'altres productes industrials, 4 d'empreses de construcció, 5 d'empreses de comerç i reparació d'automòbils, 1 d'una empresa d'hostatgeria i restauració, 2 d'empreses de serveis i 1 d'una empresa classificada com a «altres activitats de serveis».
Dels 5 establiments de servei als particulars que hi havia el 2009, 2 eren paletes, 2 lampisteries i 1 perruqueria.
L'any 2000 a Croisilles hi havia 16 explotacions agrícoles que ocupaven un total de 584 hectàrees.

## Poblacions més properes
El següent diagrama mostra les poblacions més properes.